# エリザベス・ステュアート (1635-1650)

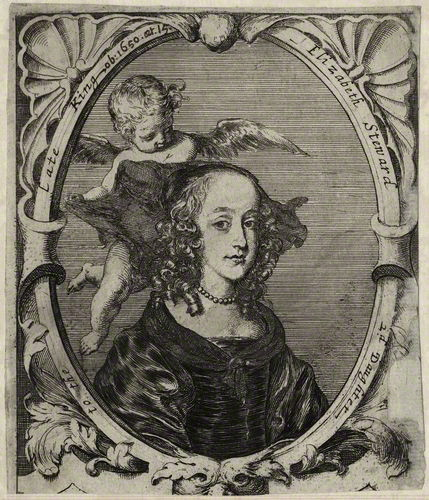
エリザベス・ステュアート（1649年）

エリザベス・ステュアート（英：Elizabeth Stuart, 1635年12月28日 - 1650年9月8日）は、清教徒革命（イングランド内戦）期のイングランドの王族。ステュアート朝出身で父はイングランド王チャールズ1世、母は王妃ヘンリエッタ・マリア・オブ・フランス。またプファルツ選帝侯フリードリヒ5世妃エリザベス・ステュアートは同名の伯母に当たる。

## 生涯
1635年、チャールズ1世とヘンリエッタ・マリア夫妻の次女として生まれた。兄にチャールズ2世・ジェームズ2世、弟にグロスター公ヘンリー、姉にオラニエ公（オランダ総督）ウィレム2世妃メアリー・ヘンリエッタ、妹にオルレアン公フィリップ1世妃ヘンリエッタ・アンがいる。フランス王ルイ14世は母方の従弟で、イングランド王兼オランダ総督ウィリアム3世は甥に当たる。
1642年に長期議会と衝突した父は母や他の兄弟を連れて不穏なロンドンを脱出したが、7歳のエリザベスは弟で僅か2歳のヘンリーと共にセント・ジェームズ宮殿に残された。それが災いし、第一次イングランド内戦では議会派に弟共々人質に取られ、ノーサンバランド伯アルジャーノン・パーシーに養育された。一方、1644年に父がアイルランド・カトリック同盟やカトリック諸国から援軍を取り付ける計画を進めたグラモーガン伯エドワード・サマセットに見返りとして、エリザベスをグラモーガン伯の長男ヘンリー・サマセットへ嫁がせる約束を申し入れたりしている。
1646年に内戦が議会派勝利に終わると、オックスフォードからセント・ジェームズ宮殿へ送られた次兄ジェームズと共に人質生活を続け、1649年1月30日に処刑された父と最後の別れをしたただ1人の身内だったが、直後に議会派に捕らえられワイト島・カリスブルック城に軟禁された。翌1650年に14歳で死去したが、父の処刑による深い悲しみが死因とされる。